# Slät klipptuss
Slät klipptuss (Cynodontium bruntonii) är en bladmossart som beskrevs av Bruch och W. P. Schimper in B.S.G. 1846. Slät klipptuss ingår i släktet klipptussar, och familjen Dicranaceae. Enligt den finländska rödlistan är arten nära hotad i Finland. Arten är reproducerande i Sverige. Artens livsmiljö är andra klippor. Inga underarter finns listade i Catalogue of Life.